# Middlebury College
Middlebury College é uma faculdade privada de artes liberais dos Estados Unidos da América, localizada em Middlebury, no estado de Vermont. Foi fundada em 1800, e é uma das faculdades de artes liberais mais antigas dos Estados Unidos. Possui mais de 2.500 estudantes, de todos os 50 estados e de mais de 70 países. Oferece 44 cursos nas áreas de artes, humanidades, literatura, língua estrangeira, ciências sociais e ciências naturais.
Middlebury foi a primeira instituição de ensino superior estadunidense a conferir o grau de bacharel a um afroamericano: Alexander Twilight, em 1823. Middlebury também foi a primeira faculdade de artes liberais da Nova Inglaterra a aceitar mulheres, em 1883.
As 31 equipes esportivas de Middlebury são conhecidas como os Middlebury Panthers, e competem na Divisão III da National Collegiate Athletic Association (NCAA), como parte da New England Small College Athletic Conference (NESCAC).